# Duris af Samos
Duris af Samos (eller Douris ) ( ca. 350 f.Kr. – efter 281 f.Kr.) var en græsk historiker og på et tidspunkt tyran på Samos . Duris var forfatter til en narrativ historie om begivenheder i Grækenland og især Makedonien fra 371 f.Kr. til 281 f.Kr. Værket er gået tabt. Andre af hans værker omfattede Agathocles af Syracuses liv og en række afhandlinger om litterære og kunstneriske emner.

## Hans personlige og politiske liv
Duris hævdede at være en efterkommer af Alcibiades. Han havde en søn, Scaeus, som vandt drengenes boksning ved de olympiske lege, "imens samerne var i eksil".  Det vil sige før 324 f.Kr. Fra 352 f.Kr. til 324 f.Kr. var Samos besat af athenske præster, som havde fordrevet de indfødte samer. Duris kan derfor meget vel være blevet født på et tidspunkt tæt på 350 f.Kr., og da hans vigtigste historiske værk sluttede med Lysimachus' død i 281 f.Kr., må han være død på en senere ukendt dato. Nogle moderne kilder antager, at den olympiske sejrherre Scaeus må have været far, ikke søn, til historikeren Duris; derfor beskrives han i mindst to encyklopædier som "søn af Scaeus". De gamle kilder, ganske vist magre, understøtter ikke dette. Duris var bror til Lynceus fra Samos, forfatter til komedier, breve og essayet Shopping for Food . 
Mange værker fra det 20. århundrede angiver, at Duris var elev af Theophrastus i Athen. Der er ingen beviser for denne påstand ud over en formodet ændring af Adamantios Korais af teksten til Deipnosophistae af Athenaeus . Ændringen blev udgivet af J. Schweighäuser i 1802 og er blevet accepteret af alle efterfølgende redaktører af Athenaeus. Manuskriptteksten siger ikke, at Duris studerede under Theophrastus, men at hans bror Lynceus og Lynceus' korrespondent Hippolochus gjorde det.
Det eneste registrerede faktum om Duris' offentlige liv er, at han var tyran eller enehersker over Samos.  Hvordan han opnåede denne stilling, hvor længe han holdt den, og hvilke begivenheder der fandt sted under hans styre, er ukendt. "Hans regeringstid var begivenhedsløs", gætter Hazel.

## Hans forfatterskab
Duris var forfatter til en narrativ historie om begivenheder i Grækenland og Makedonien fra slaget ved Leuctra (371 f.Kr.) ned til Lysimachus' død (281 f.Kr.). Dette værk er, ligesom alle hans andre værker, gået tabt. Der er over tredive fragmenter der er kendt gennem citater af andre forfattere, herunder Plutarch. Det blev videreført i Phylarchus' historier . Andre værker af Duris omfattede Agathocles af Syracuses liv, som var en kilde til bog 19-21 i Diodorus Siculus ' historiske bibliotek. Duris skrev også historiske annaler om Samos arrangeret efter lister over Heras præster; og en række afhandlinger om litterære og kunstneriske emner.  

### Liste over værker
Otte dele af Duris' værker overlever, lige fra 33 fragmenter af hans Historier til et enkelt, lille fragment fra hans On Sculpture . En komplet liste er:  
- Historier (også opført som Macedonica og Hellenica; 33 fragmenter)
- På Agathocles (også opført som Libyca; 13 fragmenter)
- Annaler fra Samos (22 fragmenter)
- Om love (2 fragmenter)
- På spil (4 fragmenter)
- Om tragedie (og måske om Euripides og Sofokles; 2 fragmenter)
- På malere (2 fragmenter)
- Om skulptur (1 fragment)

### Senere udtalelser
Af de senere forfattere, der kendte Duris' værk, er det få, der roser det. Cicero giver ham kvalificeret ros som en flittig forfatter. Plutarch brugte sit arbejde, men udtrykker gentagne gange tvivl om hans troværdighed. Dionysius af Halikarnassus taler nedsættende om sin stil. Photius betragter arrangementet af sit arbejde som fuldstændigt mangelfuldt. I modsætning til nyere forgængere som Ephorus tjente Duris som eksemplet på en ny mode for "tragisk historie"  som gav underholdning og spænding større betydning end faktuel rapportering. I Plutarchs "Life of Pericles" er et sigende eksempel Duris' omfattende (og ifølge Plutarch overdrevne) beskrivelse af grusomhed og omfattende ødelæggelse på Samos, da athenske styrker, ledet af Perikles, underkuede øen.
Nylige kritikere, der mener, at Duris var en elev af Theophrastus, har forsøgt enten at demonstrere, at "tragisk historie" stemte overens med læren fra den peripatetiske skole eller at analysere Duris' motiver for at tage en anden linje end hans formodede lærere. Debatten var uundgåeligt uden konlusion.

### Udgaver af fragmenterne
- C. Müller, Fragmenta historicorum Graecorum vol. 2 (Paris, 1848) s. 466-488. [Græsk med latinsk oversættelse og kommentarer]
- F. Jacoby, Die Fragmente der griechischen Historiker vol. 2A s. 1136–1158 [græsk tekst]; vol. 2C pp. 115–131 [tysk kommentar]

### Moderne stipendium
- JP Barron, "The Tyranny of Duris of Samos" i Classical Review ny serie vol. 12 (1962), s. 189-192.
- CO Brink, "Tragic History and Aristoteles's School" i Proceedings of the Cambridge Philological Society vol. 186 (1960) s. 14-19.
- A. Dalby, "Curriculum Vitae of Duris of Samos" i Classical quarterly new series vol. 41 (1991) s. 539-541.
- RB Kebric, In the Shadow of Macedon: Duris of Samos . Wiesbaden, 1977.
- RB Kebric, "A Note on Duris in Athens" i Classical Philology vol. 69 (1974), s. 286-287.
- F. Landucci Gattinoni, Duride di Samo . Roma, 1997.
- L. Okin, Studier om Duris fra Samos . University of Michigan afhandling, 1974.
- L. Okin, "En hellenistisk historiker ser på mytologi" i Panhellenica (Lawrence, Kansas, 1980).
- P. Pédech, Trois historiens méconnus: Théopompe, Duris, Phylarque . Paris, 1989.
- E. Schwartz, "Duris (3)" i Paulys Realencyclopädie der classischen Altertumswissenschaft: neue Bearbeitung (Stuttgart: JB Metzler, 1894-1980) vol. 5 pkt 2 kol. 1853-1856.
- FW Walbank, "History and Tragedy" i Historia vol. 9 (1960) s. 216-234.
- C. Baron, Timaeus of Tauromenium and Hellenistic Historiography (2012) pp. 247-255.

### Andre encyklopædier
- M. von Albrecht, "Duris (1)" i Der kleine Pauly ed. Konrat Ziegler, Walther Sontheimer (München: Artemis, 1975).
- D. Bowder, "Duris of Samos" i Who Was Who in the Greek World (Ithaca, NY: Cornell UP, 1982) pp. 101-102.
- " Duris of Samos " i The Columbia Encyclopedia, 6. udg. (2008).
- J. Hazel, " Duris (2) " i J. Hazel, Hvem er hvem i den græske verden (London, 1999) s. 89.
- R. Schmitt, " Duris af Samos " i Encyclopædia Iranica . OCLC 311688910